# Northfield, Massachusetts
Northfield är en kommun (town) i Franklin County i delstaten Massachusetts, USA. Vid folkräkningen år 2010 bodde 3 032 personer på orten. Den har enligt United States Census Bureau en area på totalt 91,6 km² varav 2,8 km² är vatten.